# گوگرد (خوی)
گوگرد، روستایی از توابع بخش قطور و در شهرستان خوی استان آذربایجان غربی ایران است. مردم این روستا به زبان کردی کره سنی صحبت می‌کند شغل اکثر مردم این روستا قالی بافی می‌باشد.

## جمعیت
این روستا در دهستان زری قرار داشته و بر اساس سرشماری سال ۱۳۸۵ جمعیت آن ۲۴۰۷ نفر (۴۱۵ خانوار)
بوده است. شغل اکثریت مردم گوگرد فرشبافی است. راه کوه اورین که یکی از کوه‌های بلند منطقه است از این روستا می‌گذرد.
روستای گوگرد دارای رانش زمین است.

## مطالعات تکمیلی زمین لغزش گزارش شده در این روستا
به گزارش سازمان زمین‌شناسی و اکتشافات معدنی استان آذربایجان غربی در سال ۹۸ طی بررسی‌های کارشناسی و مطالعات گسترده درخصوص رخداد زمین لغزش در روستای گوگرد، برخلاف مطالعات پیشین مشخص گردید ساختگاه روستای گوگرد بر روی نهشته‌های مورن یخچالی بوده و مورفولوژی خاص گستره ساختگاه مربوط به زمین لغزش قدیمی نمی‌باشد. همچنین رخدادهای ایام گذشته نیز مربوط به نشست نامتقارن برخی سازه‌ها در حاشیه روستا بوده است. بر این اساس اقدامات پیشگیرانه در جهت عدم رخداد زمین لغزش به مسئولین مربوطه از طرف این سازمان ارائه گردید.